# 신성 (1985년)
신성(新星, 1985년 7월 18일 ~)은 대한민국의 트로트 가수이다. 별명은 서산의 아들이다.

## 학력
- 청양대학(충남도립대학교) 전자과 졸업

## 방송
- KBS 《전국노래자랑》 (2012) - 충남 예산군 편 최우수상, 상반기 결선 장려상
- TV조선 《내일은 미스터트롯》 (2020) - Top30 (24위)
- MBN 《로또싱어》 (2020) - Top45 (34위)
- KBS 《6시 내고향》
- MBN 《불타는 트롯맨》 (2022) - 준우승
- MBN 《현역가왕》 - 심사위원
- 채널A 《신랑수업》 - 박소영과 동반 출연
- KBS2 《박원숙의 같이 삽시다3》 게스트
- KBS1 《일꾼의 탄생》 게스트

## 음반
- 사랑의 금메달